# Ricardo Nepamoindou
Ricardo Nepamoindou (...) è un ex calciatore francese neocaledoniano, di ruolo difensore.

## Carriera

### Nazionale
Ha debuttato in Nazionale l'8 luglio 2002, in Australia-Nuova Caledonia (11-0), subentrando ad André Sinédo al minuto 53. Ha partecipato, con la Nazionale, alla Coppa d'Oceania 2002. Ha collezionato in totale, con la maglia della Nazionale, una presenza.

## Palmarès

### Club

#### Competizioni nazionali
- Campionato neocaledoniano di calcio: 4

Le Mons-Dore: 2002, 2005-2006, 2010, 2011